# A Question of Sport
A Question of Sport est un quiz télévisé diffusé sur la BBC et qui existe depuis le 2 décembre 1968. Ce programme est enregistré à Manchester, successivement dans divers studios dont le Dickenson Road Studios, les Granada Studios et la New Broadcasting House.
Deux équipes composées de sportifs célèbres répondant à des questions sur le sport. C'est le jeu télévisé le plus long de la télévision britannique avec 942 épisodes au 26 septembre 2011.